# MAZDA Zoom-Zoom 스타디움 히로시마
MAZDA Zoom-Zoom 스타디움 히로시마(일본어: MAZDA Zoom-Zoom スタジアム広島, MAZDA Zoom-Zoom Stadium Hiroshima)는 일본 히로시마현 히로시마시 미나미구에 있는 야구장이며, 프로 야구 센트럴 리그 팀인 히로시마 도요 카프의 홈 구장이다. 정식 명칭은 히로시마 시민 구장(広島市民球場).

## 개요
2007년 11월 26일에 본격 착공, 노후화된 (구)히로시마 시민 구장(旧広島市民球場, 히로시마 시 나카구에 위치, 2009년 3월 말까지)을 대신하는 시설로서 히로시마시가 주체가 된 2009년 4월 1일에 개장, 히로시마 시의 조례에 있어서 예전 홈 구장이었던 히로시마 시민 구장(広島市民球場)으로부터 그대로 인계되었다. 마쓰다와 명명권 계약을 체결하여 2009년 4월부터 애칭이 MAZDA Zoom-Zoom 스타디움 히로시마(MAZDA Zoom-Zoom スタジアム広島, MAZDA Zoom-Zoom Stadium Hiroshima, 마쓰다 줌-줌 스타디움 히로시마), 또는 약칭을 마쓰다 스타디움(マツダスタジアム, Mazda Stadium)으로 사용하고 있다. 2009년 3월 말까지 히로시마 시의 조례 등에 둘 수 있는 잠정적인 명칭을 신 히로시마 시민 구장(新広島市民球場)이라는 명칭을 사용하였다.
일본 프로 야구 센트럴 리그에 소속된 히로시마 도요 카프의 새로운 전용 구장이 생기면서 정규 시즌인 2009년 4월 10일의 주니치 드래건스와의 1차전 경기가 시작되는 것을 비롯, 또한 기존의 시민 구장에서는 지금까지 시설 운영을 관리하는 과정에서 행정 주체인 히로시마시가 직접적으로 관리를 해왔지만, 신 구장에서는 지정 관리자 제도가 도입되면서 히로시마 구단(주식회사 히로시마 도요 카프) 측에 전적으로 구장 관리를 맡길 수 있도록 하여 현재 운영되고 있다.
이 구장은 아시아권에서는 보기 드물게 좌우의 펜스가 비대칭으로 되어 있다. (왼쪽 펜스가 직선으로 오른쪽보다 1미터 긴 편)

## 사진 자료

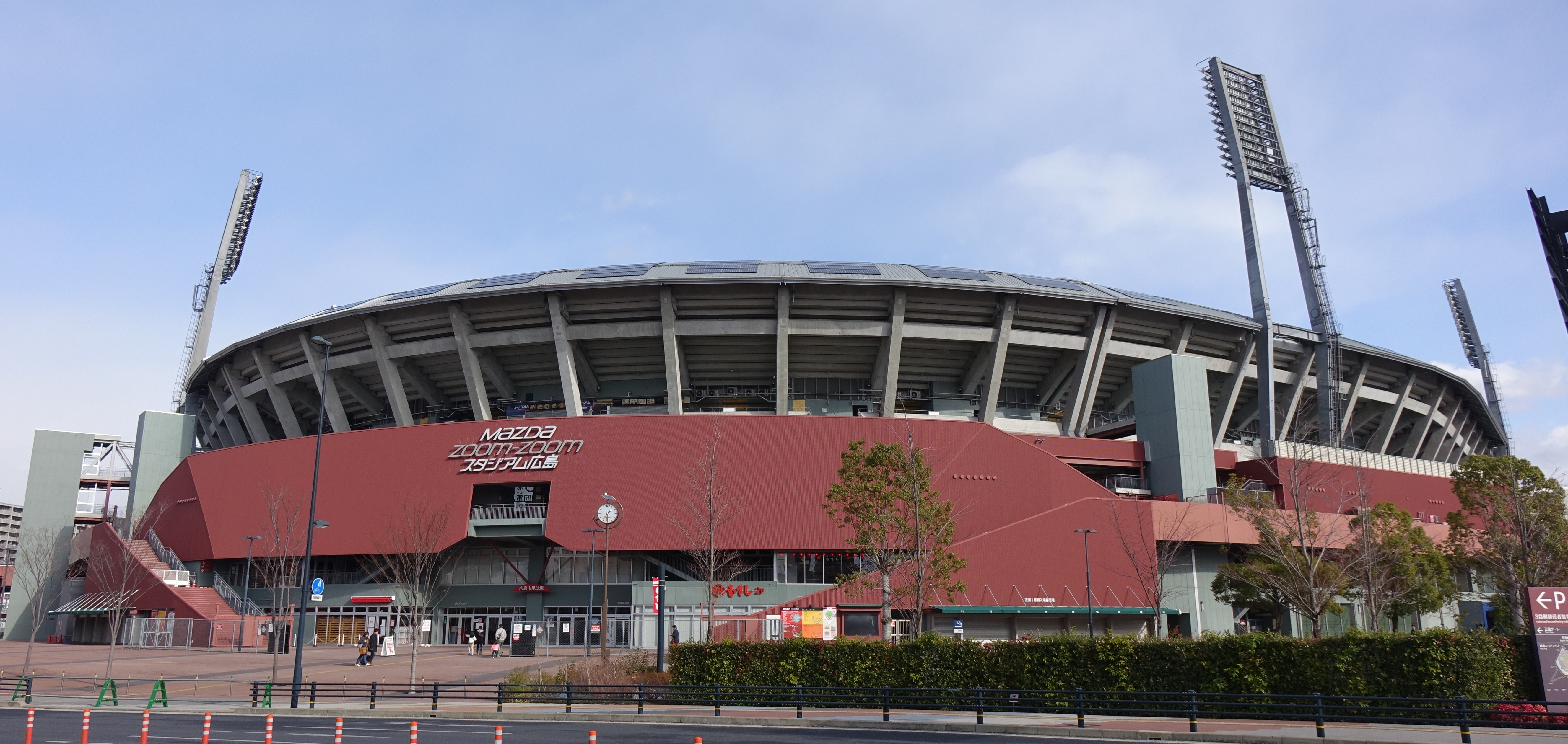
구장의 외관
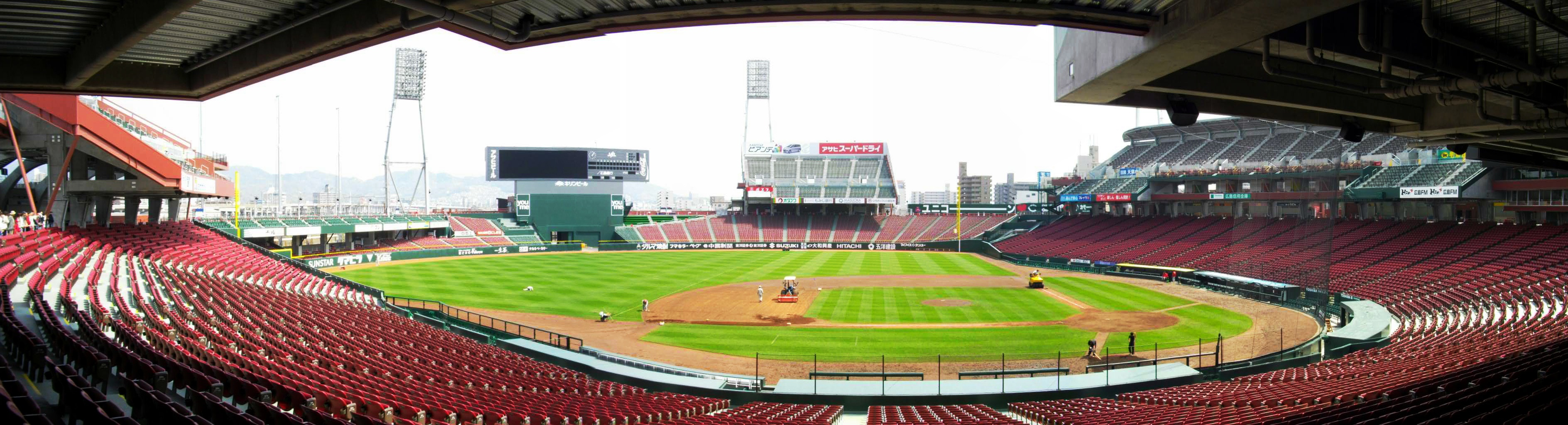
구장 내부
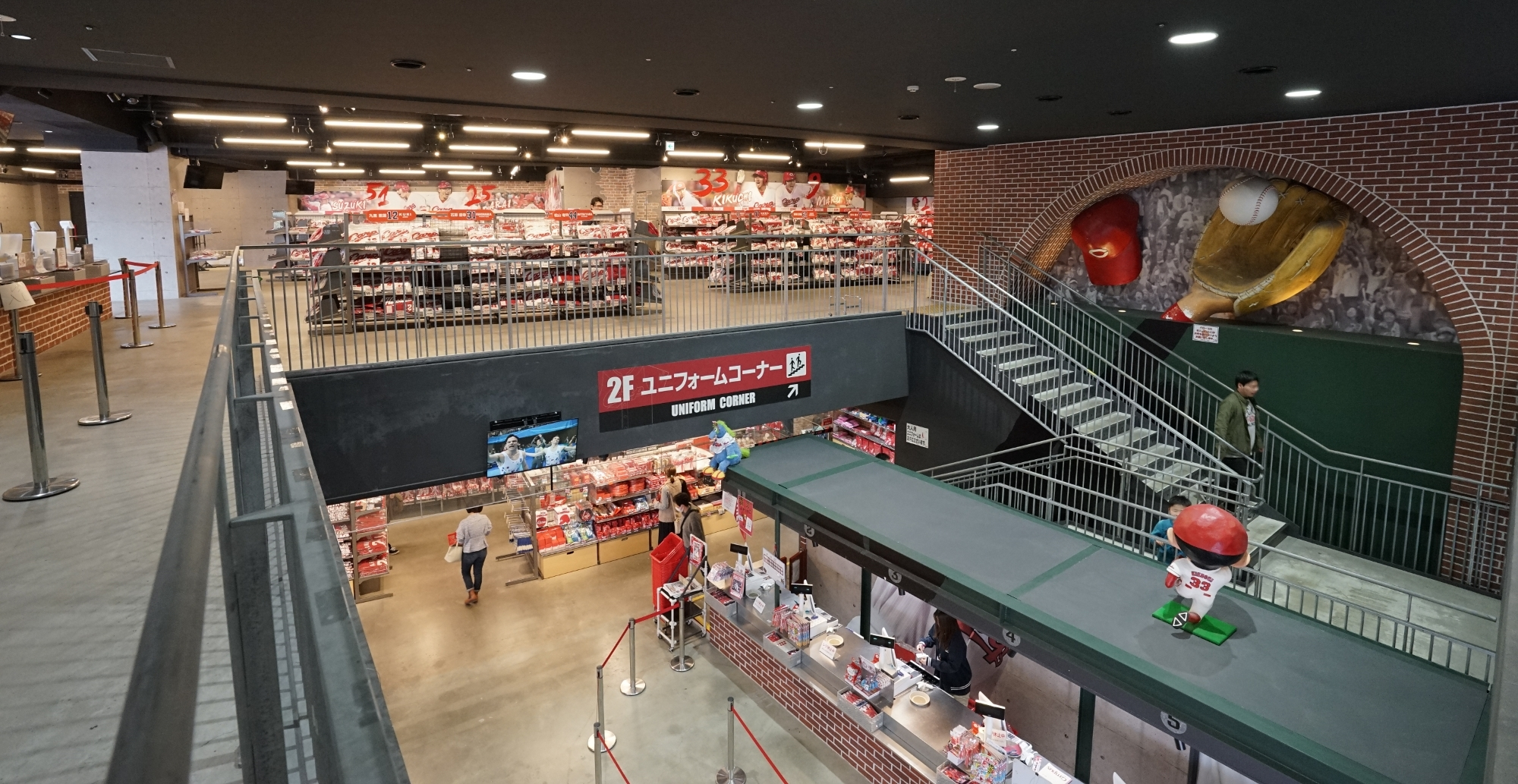
구장 내부에 마련된 구내 상점
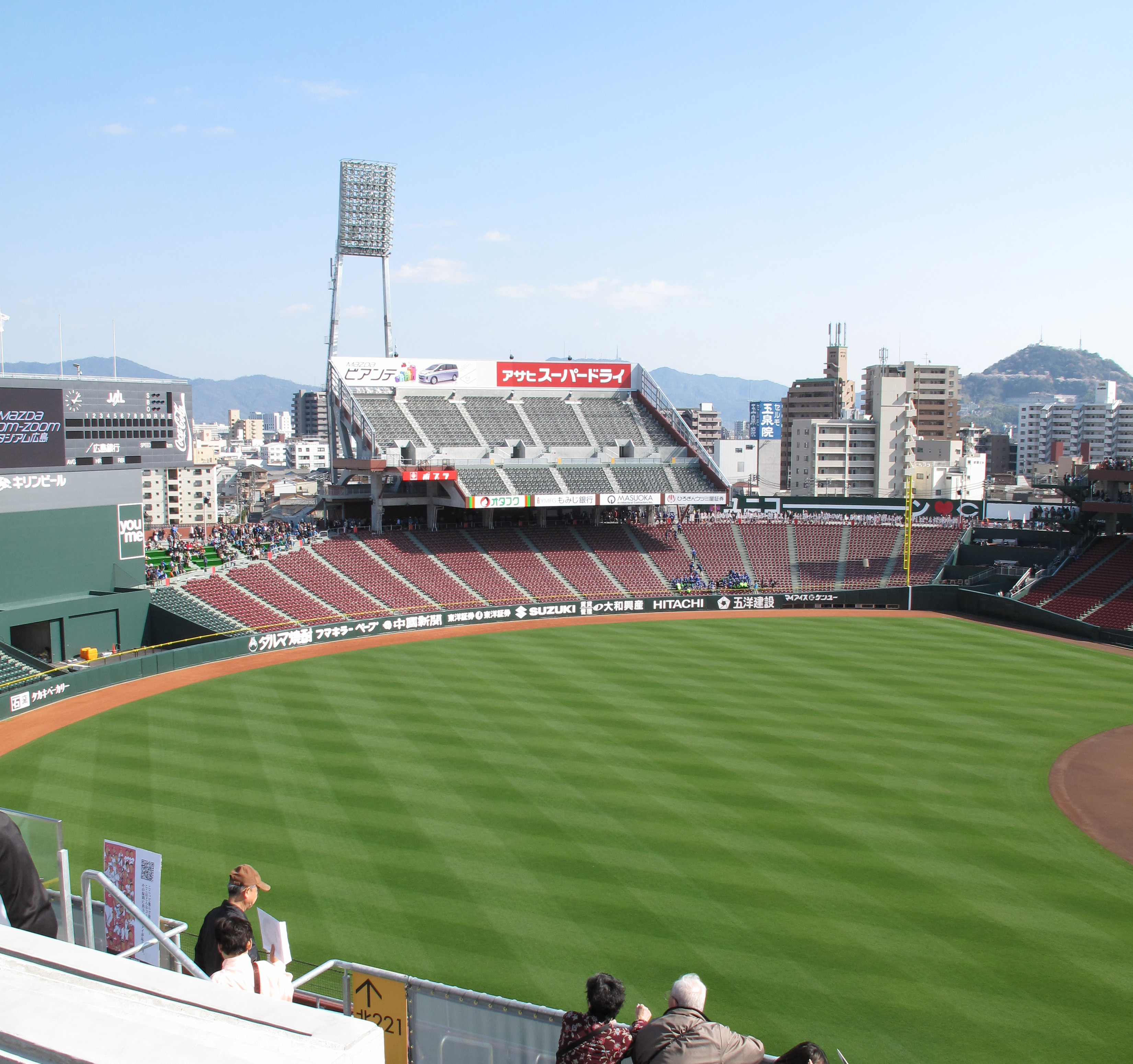
외야 관중석
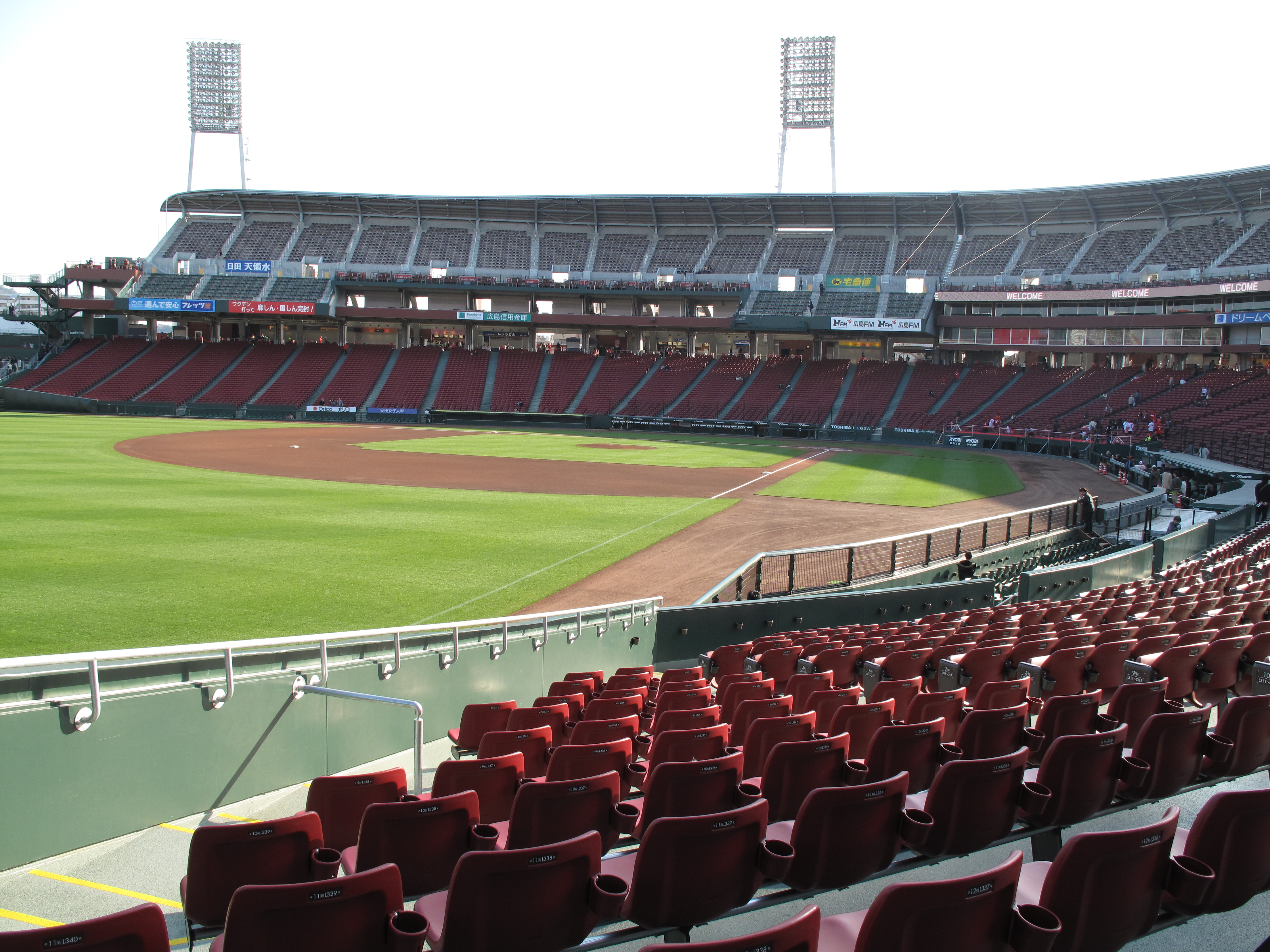
좌측 외야석에서 바라본 구장의 내부 모습
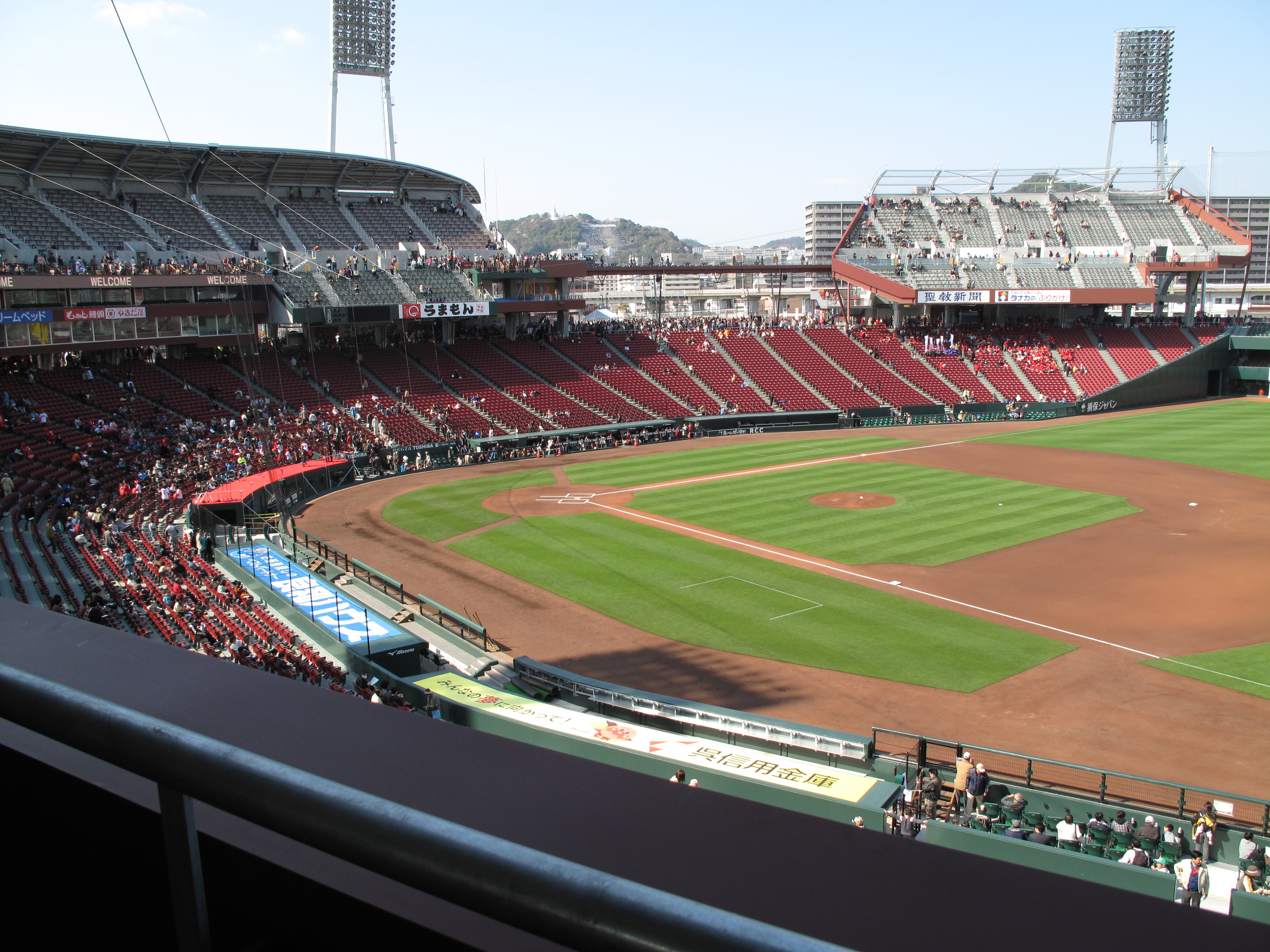
내야 관중석
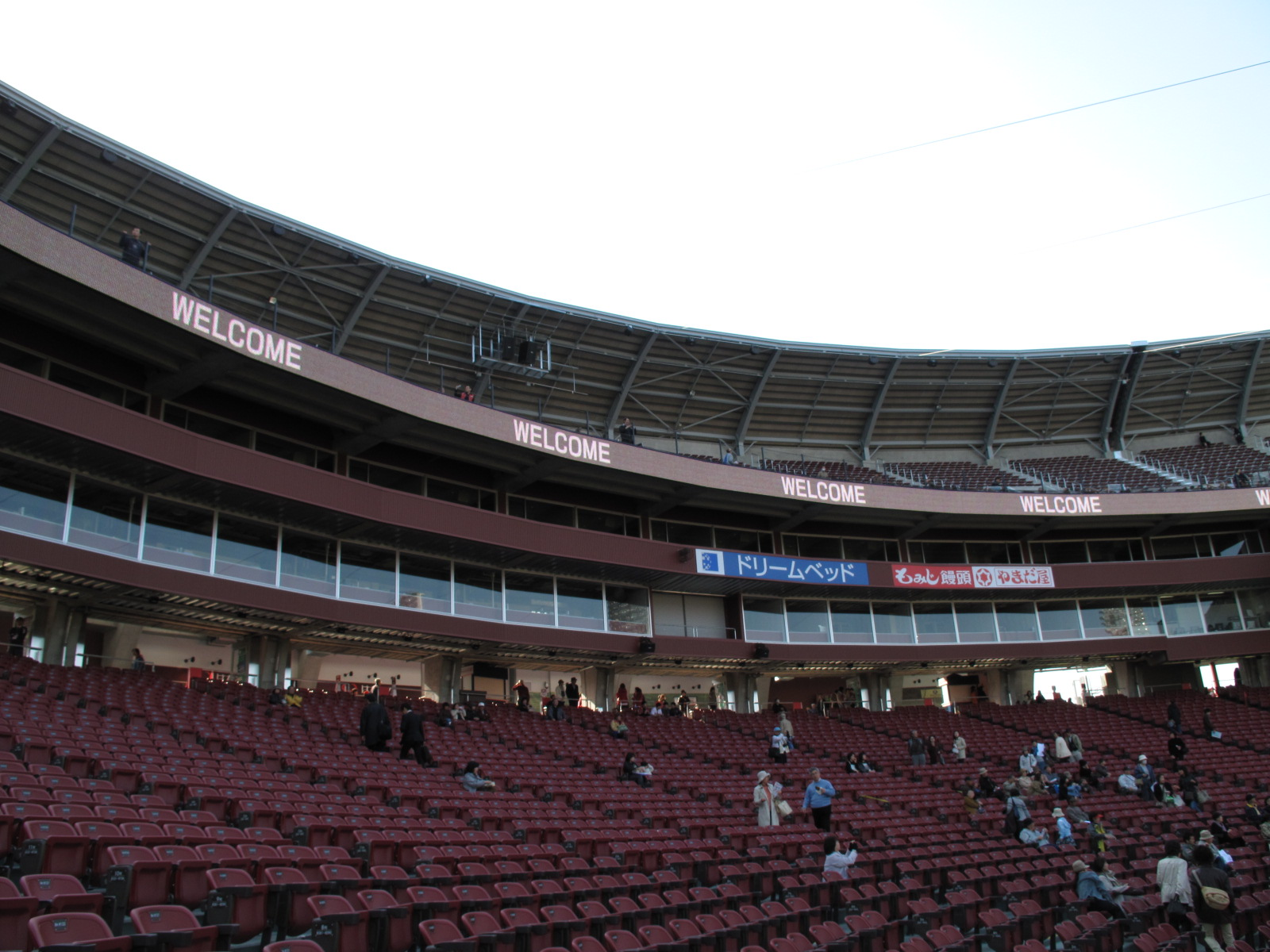
뒷그물쪽 내야 관중석의 모습
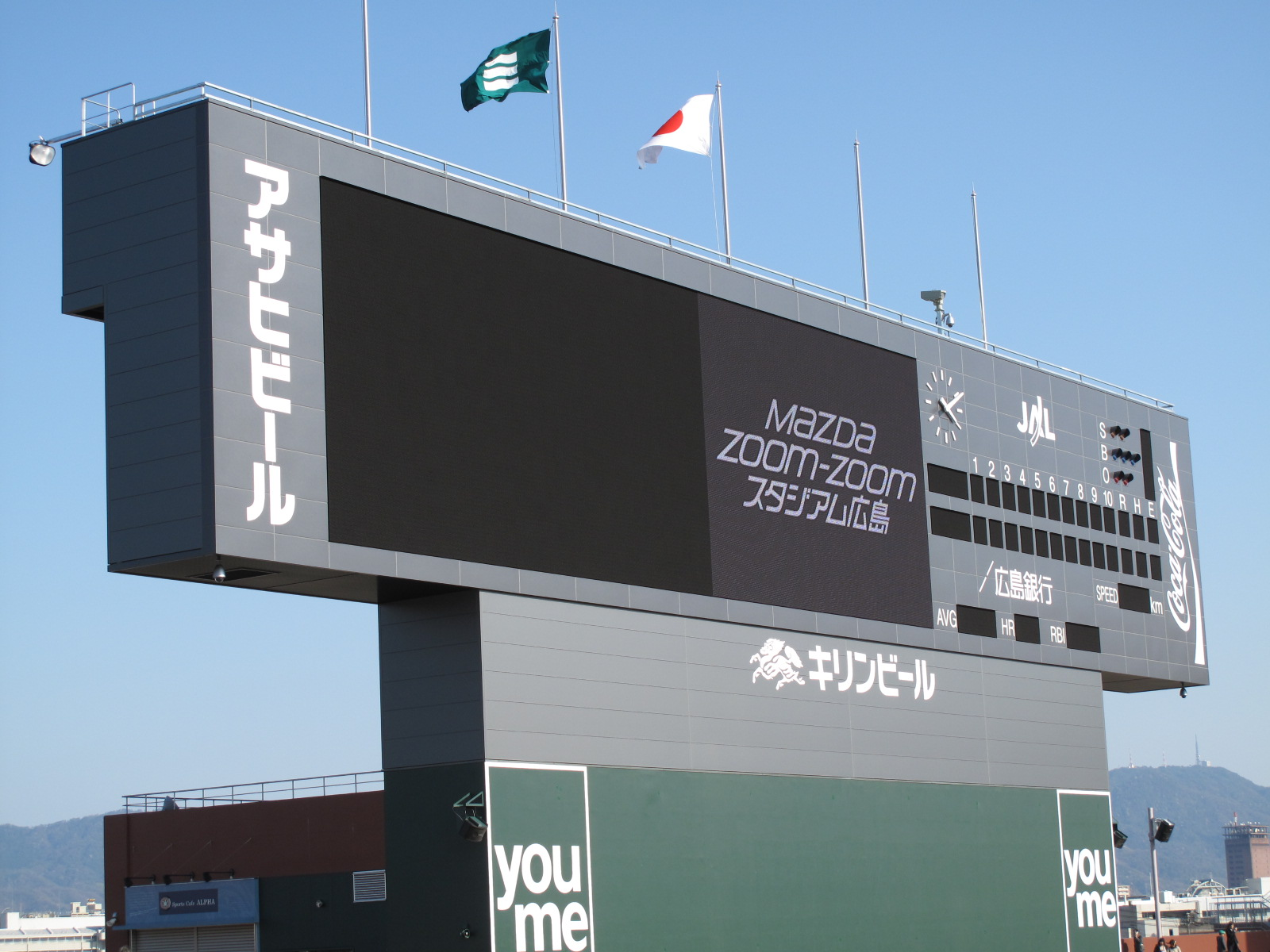
전광판
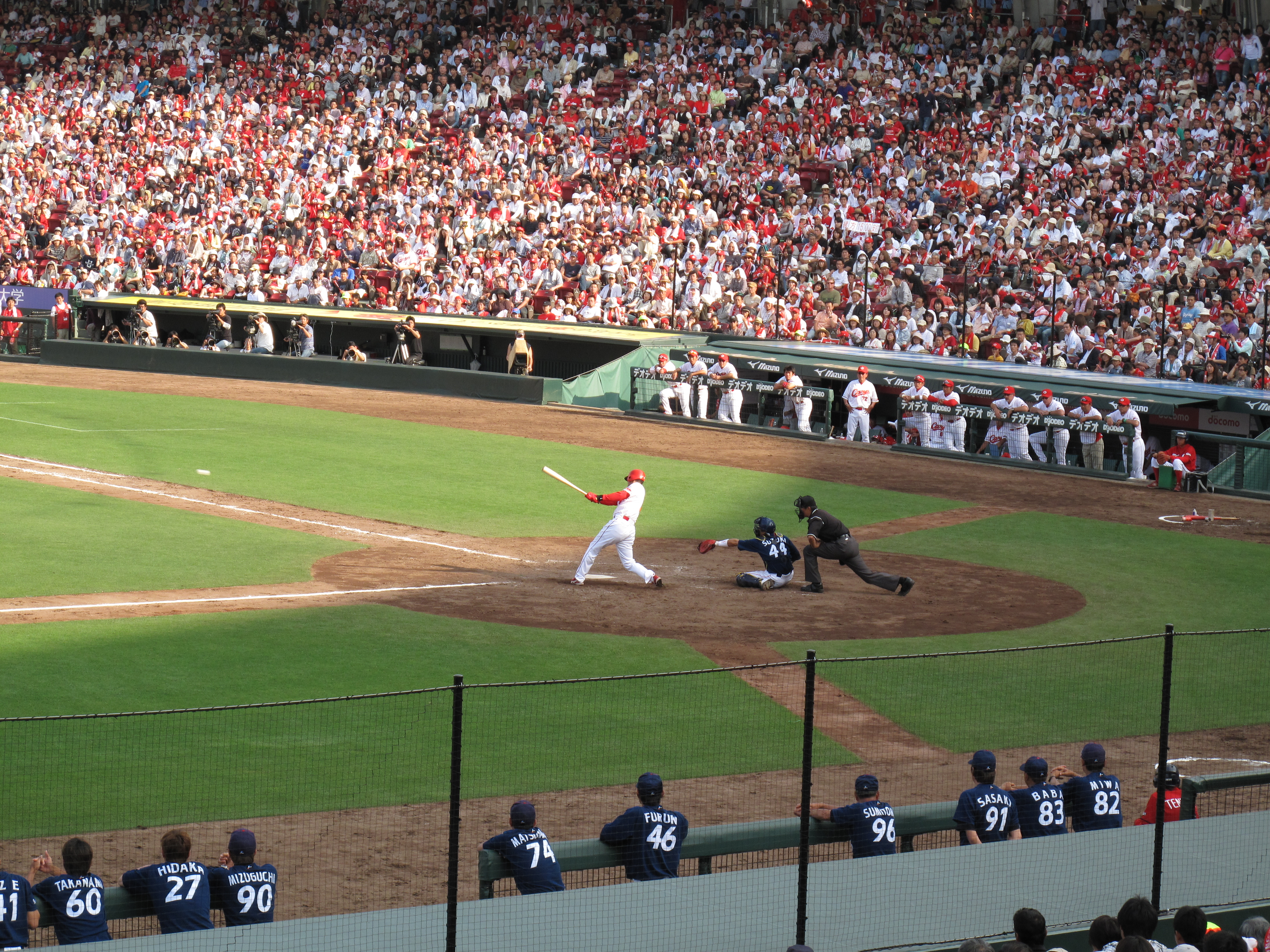
경기를 진행하는 모습